# イルマーレ (2006年の映画)
『イルマーレ』（The Lake House）は、2006年のアメリカ映画。2000年の韓国映画『イルマーレ（時越愛：シウォレ）』をリメイクした恋愛映画。主演は、大ヒット作『スピード』以来の再共演であるキアヌ・リーブスとサンドラ・ブロック。オリジナルの基本的な設定はそのままだが、舞台は海辺の家から湖畔の家へと変更されている。

## ストーリー
2006年、女性医師ケイト（サンドラ・ブロック）は、シカゴ郊外の湖畔に建つ一戸建てに住んでいた。洒落たデザインが気に入って借りた家だが、市内の病院に採用され、引っ越す必要に迫られるケイト。次の住人宛ての手紙を家の郵便受けに残したケイトは、返事を受け取った。同じ郵便受けに入れられていた返事の手紙は、奇妙なことに『2年前の2004年』から届いたものだった。
2004年、湖の家に住んでいるアレックス(キアヌ・リーブス)。才能ある建築家のアレックスだが、この時点では格安の建売住宅の仕事で食いつないでいる。郵便受けで見つけた手紙の差出人ケイトが、未来の出来事を言い当てた事で、2年後の人間だと信じるアレックス。
文通を通して親しくなるケイトとアレックス。アレックスは、同じ時空を生きる『2004年のケイト』とも出会ったが、その時点のケイトとは、すれ違いで終ってしまった。ケイトとの仲を確実にする為に、人気のレストランに『2年後の予約』を入れるアレックス。それは、2006年のケイトにとっては『翌日のデート』だった。しかし、店にアレックスは現れなかった。失望し、別れの手紙を書くケイト。
更に2年後の2008年、新居のリフォームを依頼する為に設計事務所を訪ねるケイト。新進気鋭のその事務所は、偶然にもアレックスと弟のヘンリーが共同で立ち上げた会社だった。しかし、アレックスは亡くなったと話すヘンリー。
アレックスが2006年にレストランに来なかったのは、デートの日の直前に交通事故で死亡した為と知るケイト。それは『現在のケイト』から見て、ちょうど2年前の出来事だった。もし、郵便受けの手紙が今でも2年前に届くなら、アレックスに危険を知らせる事が出来るかも知れない。ケイトは必死の思いで湖の家に車を走らせるのだった。

## キャスト
アレックス・ワイラー
演 - キアヌ・リーブス、日本語吹替 - 森川智之
2004年に生きる建築家。
ケイト・フォースター
演 - サンドラ・ブロック、日本語吹替 - 本田貴子
2006年に生きる医師。
サイモン・ワイラー
演 - クリストファー・プラマー、日本語吹替 - 有川博
アレックスの父親。有名建築家。アレックスとの間にわだかまりがある。
ヘンリー・ワイラー
演 - エボン・モス＝バクラック、日本語吹替 - 内田夕夜
アレックスの弟。建築家。
ケイトの母親
演 - ヴィレケ・ファン・アメルローイ、日本語吹替 - 小宮和枝
モーガン・プライス
演 - ディラン・ウォルシュ、日本語吹替 - 咲野俊介
ケイトの元恋人。弁護士。
アンナ・クリゼンスキー
演 - ショーレ・アグダシュルー、日本語吹替 - 塩田朋子
ケイトの同僚医師。サイモンの主治医。
モナ
演 - リン・コリンズ
アレックスに想いを寄せる女性。
その他の日本語吹替
山田里奈／よのひかり／上村典子／楠見尚己／長克巳／MAI／島香裕／田村聖子／松元惠／小松史法／外村晶子／北沢力